# Soroksár, Hősök tere megállóhely
Soroksár, Hősök tere megállóhely (korábban Ferenc József tér, majd Soroksár, Szabadság tér) egy budapesti HÉV-megállóhely, melyet a MÁV-HÉV Helyiérdekű Vasút Zrt. (MÁV-HÉV) üzemeltet.

## Forgalom
| Járat | Útvonal | Gyakoriság       |
| ----- | --- | ---------------- |
|       | Budapest, Közvágóhíd – Pesterzsébet felső – Torontál utca – Soroksár felső – Soroksár, Hősök tere – Szent István utca – Millenniumtelep – Dunaharaszti felső – Dunaharaszti külső | Napi 2–7         |
|       | Budapest, Közvágóhíd – (Kén utca –) Pesterzsébet felső – Torontál utca – Soroksár felső – Soroksár, Hősök tere – Szent István utca – Millenniumtelep – Dunaharaszti felső – Dunaharaszti külső – Szigetszentmiklós – József Attila-telep – Szigetszentmiklós alsó – Szigetszentmiklós-Gyártelep – Szigethalom – Szigethalom alsó – Tököl                                                                                             | 20-60 percenként |
|       | Budapest, Közvágóhíd – (Kén utca –) Pesterzsébet felső – Torontál utca – Soroksár felső – Soroksár, Hősök tere – Szent István utca – Millenniumtelep – Dunaharaszti felső – Dunaharaszti külső – Szigetszentmiklós – József Attila-telep – (Szigetszentmiklós alsó –) Szigetszentmiklós-Gyártelep – Szigethalom – Szigethalom alsó – Tököl – Szigetcsép – Szigetszentmárton-Szigetújfalu – (Horgásztanyák – Angyalisziget –) Ráckeve | 20-60 percenként |

## Megközelítés tömegközlekedéssel
- Busz:  66, 66B, 66E, 135, 166
- Éjszakai busz:  966
- Elővárosi busz:  626, 627, 628, 629, 630, 631, 632, 635, 636, 650, 653, 654, 655, 659, 660, 661
- Távolsági busz:  1080, 1110
- Komp: